# Homaloxestis tenuipalpella
Homaloxestis tenuipalpella is een vlinder uit de familie van de Lecithoceridae. De wetenschappelijke naam van de soort is voor het eerst geldig gepubliceerd in 1903 door Snellen.